# The Owl House
The Owl House (conocida en Hispanoamérica como La Casa Búho y en España como Casa Búho) es una serie de televisión estadounidense de fantasía animada creada por Dana Terrace y emitida por Disney Channel desde el 10 de enero de 2020 hasta el 8 de abril de 2023, con un total de 43 episodios. Cuenta con las voces de Sarah-Nicole Robles, Wendie Malick, Alex Hirsch, Tati Gabrielle, Issac Ryan Brown y Mae Whitman.
La serie se centra en Luz Noceda, una niña humana dominicana-estadounidense de catorce años que atraviesa por error un portal al Reino de los Demonios. Al llegar a las «Islas Hirvientes», se hace amiga de la bruja rebelde Eda Clawthorne (también conocida como la «Dama Búho») y su compañero de cuarto King. A pesar de no tener habilidades mágicas, Luz persigue su sueño de convertirse en bruja, sirviendo como aprendiz de Eda en la «Casa Búho», donde poco a poco va estableciéndose.
Antes de su estreno oficial, en noviembre de 2019 fue renovada para una segunda temporada, la cual debutó el 12 de junio de 2021. Una tercera temporada fue anunciada en mayo del mismo año, compuesta solamente por tres capítulos especiales de 44 minutos cada uno. Ante la noticia de que esta sería la última temporada, Terrace afirmó que el seriado «no encajaba con la marca Disney» y anunció que dejaría la empresa tras terminar su trabajo en el episodio final. El primer capítulo de la última temporada debutó el 15 de octubre de 2022, el segundo el 21 de enero de 2023 y el tercero y final el 8 de abril del mismo año.
The Owl House es notable por su representación de la comunidad LGBT en comparación con otras producciones de Disney. Se convirtió en la primera serie de esta compañía en presentar una relación homosexual entre personajes protagónicos, un beso entre personas del mismo sexo y personajes de género no binario. La serie, en general, recibió elogios de la crítica especializada, y fue galardonada en la categoría de programación infantil y juvenil en los Premios Peabody de 2021.

## Premisa
Luz Noceda, una adolescente de origen latino de Gravesfield (Connecticut) es enviada por su madre a un campamento de verano. Atraviesa por error un portal que la lleva al Reino de los Demonios y llega a un archipiélago mágico conocido como las «Islas Hirvientes», formado de los restos de un titán muerto. Allí encuentra a Eda, una bruja rebelde apodada la «Dama Búho», y a su compañero de cuarto King, autoproclamado el «Rey de los Demonios». Aunque no posee ninguna habilidad mágica, Luz siempre quiso ser bruja, por lo que decide convertirse en aprendiz de Eda para dominar la magia y establecerse en este nuevo mundo.
Tras el enfrentamiento del grupo protagonista contra el emperador Belos y sus secuaces al final de la primera temporada, en la segunda, Eda supera el miedo a su maldición y se encuentra nuevamente con un viejo conocido, Raine Whispers, mientras King descubre la verdad sobre su pasado. Con la ayuda de todos, Luz encuentra una forma de volver a casa. Al final de esta temporada, un poderoso ser conocido como El Coleccionista es liberado por King para detener el Hechizo de Drenaje de Belos en el Día de la Unidad. Con la ayuda de King, Luz atraviesa el portal reconstruido por Belos que estaba a punto de colapsar. King es capturado por el Coleccionista mientras Luz y sus amigos logran huir al Reino Humano.
En la tercera temporada, Luz regresa al Reino de los Demonios para luchar contra Belos y el impredecible Coleccionista. Rescata a King y a Eda y une fuerzas con el Coleccionista para enfrenarse a Belos, quien ha poseído los restos del Titán. Finalmente, el enemigo es derrotado por el grupo protagonista. Cuatro años después, Luz regresa al Reino de los Demonios desde su ciudad natal para estudiar magia en la universidad, y los residentes de las islas deciden darle un gran festejo de bienvenida, ya que no pudo celebrar su fiesta de quince años.

## Reparto
El elenco de voces principal del programa incluye a:
- Luz Noceda (con la voz de Sarah-Nicole Robles), una niña dominicana-estadounidense de catorce años que quiere aprender magia.[14][15]
- Eda Clawthorne (con la voz de Wendie Malick), una bruja de unos cuarenta años cuyo verdadero nombre es Edalyn Clawthorne. Tiene una personalidad rebelde, a menudo evade la ley y dirige algunos negocios fraudulentos para llegar a fin de mes.[16]
- King (con la voz de Alex Hirsch), el demonio compañero de cuarto de Eda, que se hace llamar a sí mismo el «Rey de los Demonios» y cree que alguna vez fue el gobernante de un país.[17] Eda lo adoptó cuando era joven, ocho años antes de los acontecimientos de la primera temporada.[18]
- Hooty (con la voz de Alex Hirsch), el guardián de la «Casa Búho» de Eda, que puede extenderse desde la puerta y repeler todo tipo de intrusos.[17][19]
- Willow Park (con la voz de Tati Gabrielle), una estudiante amiga de Luz de la escuela Hexside en el mundo extraño y mágico.[17][20]
- Gus Porter (con la voz de Issac Ryan Brown), un estudiante amigo de Luz de la misma escuela cuyo nombre real es Augustus Porter.[17][20]
- Amity Blight (con la voz de Mae Whitman), una estudiante talentosa de Hexside que originalmente era muy hostil con Luz, pero que gradualmente empieza a sentir amor por ella.[17][21]
- Raine Whispers (con la voz de Avi Roque), un líder del aquelarre que dirige una resistencia secreta con el propósito de revocar al Emperador.[22][10] Conoció a Eda cuando era joven y desde ese momento se hicieron amigos.[23][24]
- El Coleccionista (con la voz de Fryda Wolff), un niño cósmico que se unió a Belos porque creía que lo liberaría de su prisión. Después de ser traicionado por Belos se hace amigo de King, quien lo libera poco después. Tiene una actitud juguetona y amistosa.[25][26]

## Episodios
| Temporada | Temporada | Episodios | Estreno original      | Estreno original     | Ref.          |
| Temporada | Temporada | Episodios | Comienzo              | Final                | Ref.          |
| --------- | --------- | --------- | --------------------- | -------------------- | ------------- |
|           | 1         | 19        | 10 de enero de 2020   | 29 de agosto de 2020 | [ 27 ] [ 28 ] |
|           | 2         | 21        | 12 de junio de 2021   | 28 de mayo de 2022   | [ 5 ] [ 29 ]  |
|           | 3         | 3         | 15 de octubre de 2022 | 8 de abril de 2023   | [ 30 ] [ 31 ] |

## Producción

### Antecedentes
Dana Terrace, quien trabajaba como ilustradora de guiones gráficos en Gravity Falls y como directora en Patoaventuras, comenzó a concebir a finales de 2016 una idea sobre «una niña que desea convertirse en una bruja». Durante su trabajo en Patoaventuras no se sintió «realizada artística o emocionalmente», por lo que empezó a buscar influencia en sus materiales universitarios y redescubrió las obras de artistas como El Bosco y Remedios Varo; esto la inspiró a crear un programa para Disney con fuertes elementos visuales surrealistas. Inicialmente propuso la idea a Nickelodeon y a Cartoon Network, pero ninguno de estos acuerdos funcionó. No obstante, en 2018 se hizo pública la noticia de que Terrace produciría un nuevo programa para Disney Television Animation, convirtiéndose así en la cuarta mujer en presentar una serie de televisión en la compañía. El estreno estaba programado para el año 2019, pero se retrasó hasta 2020 por razones desconocidas.

### Desarrollo

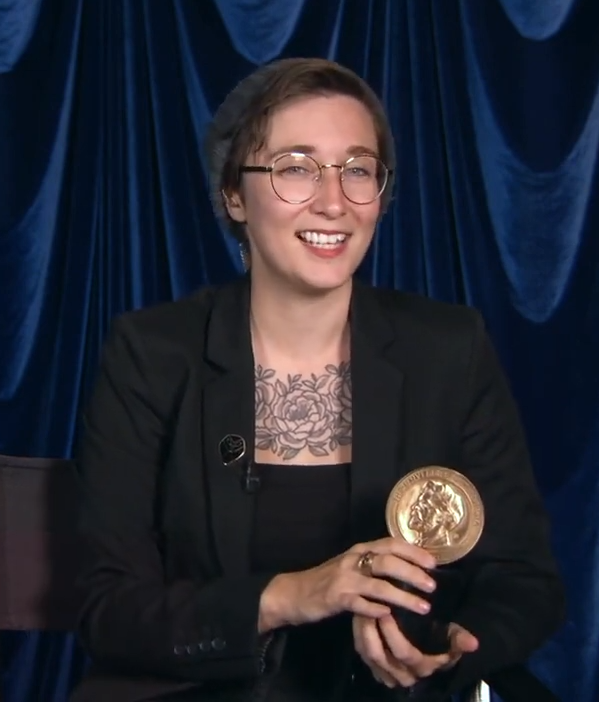
La creadora de la serie Dana Terrace en 2021.

Terrace afirmó que ideó la estructura del programa influenciada por la obra del Bosco y confesó que la parte más difícil fue decidir si agregar potenciales elementos de lore. También manifestó que el argumento es «inventado en un setenta por ciento» y que los guionistas tomaron inspiracipón de libros de brujería para los hechizos y los nombres de los personajes con el fin de dar una mayor profundidad a la historia. La franquicia de Pokémon también tuvo influencia en la producción.
Eda fue el primer personaje creado para la serie; Terrace se inspiró en las mujeres que la criaron: «mis tías, mi Nana y mi madre, todas ellas están en la Dama Búho». El segundo personaje diseñado fue King, a quien Terrace describió como «alguien pequeño que quiere ser grande», algo con lo que la propia creadora se relacionó. Para dar vida a Luz, último personaje principal que concibió, Terrace se inspiró en su compañera de piso, consultora y artista de historias Luz Batista, quien acordó prestar su nombre para la heroína siempre y cuando fuese dominicana-estadounidense. La personalidad de Luz se creó con referencia a la propia experiencia en la escuela secundaria del equipo. Alex Hirsch, pareja de Terrace y creador de la serie de televisión Gravity Falls, ejerció como asesor creativo.
Algunos temas tratados en The Owl House están inspirados en la infancia de la creadora. Por ejemplo, asuntos como la singularidad y la conformidad hacen referencia a sus días en la escuela, donde era objeto de burlas por su costumbre de dibujar animales atropellados, para luego conocer a otras personas que también tenían personalidades diferentes después de cambiar de institución educativa. También hay una situación en la obra en la que la protagonista persigue un sueño casi imposible, algo que proviene de su propia experiencia, pues algunas personas le decían que no podría convertirse en animadora, algo que finalmente logró. Según Hirsch, los ejecutivos de Disney expresaron cierta preocupación por los elementos de terror presentes en la trama; sin embargo, decidieron agregarlos porque creían que «las obras de Disney siempre están llenas de emociones, criaturas y cosas aterradoras».
Terrace reveló que la compañía le dio más libertad creativa de la que ella esperaba. Quiso experimentar con elementos de terror, porque le gustaba estar un poco asustada cuando era niña, pero también quería equilibrarlo con otros elementos como la comedia y la sinceridad, y explicó el uso de la magia como un componente para fortalecer la historia emocional. En un principio, The Owl House presentaba un tono más oscuro, ya que Terrace quería una serie dirigida a un público de mayor edad «en la que pudieran coexistir cosas como el capricho y la oscuridad», pero tuvo que suavizarla durante la primera temporada para encontrar un compromiso entre sus ideas y los deseos de los ejecutivos de Disney; no obstante, sintió orgullo por el producto final. El tono de la segunda temporada se acerca más a lo que Terrace pretendía en un principio.

### Animación y música
Las compañías Rough Draft Korea, Sunmin Image Pictures y Sugarcube Animation se encargaron de la animación del programa. Según Terrace, para crear el estilo visual tomó influencias de las obras de Remedios Varo, John Bauer y El Bosco, así como de la arquitectura rusa. Para diciembre de 2019 había 120 personas vinculadas al proyecto, incluido el grupo de animación, y cincuenta empleados en el equipo de preproducción. Spencer Wan trabajó como supervisor de ilustración durante la primera temporada y Kofi Fiagome ocupó el mismo cargo en la segunda.
Ricky Cometa, quien ejerció como director artístico, se involucró por primera vez en la serie cuando Terrace estaba trabajando en el piloto. Terrace, admiradora y amiga de Cometa, lo contactó porque «realmente quería trabajar con alguien con quien tuviera buenas vibraciones, alguien cuyo estilo conociera, que pudiera ejecutar el tipo de cosas raras que yo quería hacer». Cometa aceptó el trabajo porque le interesaba el concepto y afirmó que quería «tratar de mostrar las dualidades entre el reino de los demonios y el reino humano». También quería que algunos demonios tuvieran apariciones no aterradoras, ya que se supone que representan a personas normales en el programa.
Terrace confesó que el diseño de Luz fue «un reto», ya que luchó para que no pareciera usando un disfraz y para que el personaje no luciera demasiado viejo. Finalmente, Cometa creó una camiseta para Luz como «un guiño a todos nuestros colegas nerdos» y dijo que era «divertido» diseñar versiones demoníacas de los lugares comunes. Los animadores modificaron algunos elementos para hacer que la Tierra y el Reino de los Demonios fueran diferentes, como mostrar el agua del mar en color púrpura.
El 19 de julio de 2019, Terrace anunció que TJ Hill sería el encargado de componer la partitura musical para el programa. El 10 de enero de 2020, Hill declaró que agregó algunos «efectos de sonido experimentales e interesantes» a la banda sonora. En la segunda temporada, Brad Breeck, quien se había desempeñado como compositor en Gravity Falls y Star vs. the Forces of Evil, se encargó de la composición.

### Transmisión y cancelación
El 10 de junio de 2019 se presentó un avance de la serie en el Festival Internacional de Cine de Animación de Annecy y se publicó en el canal de YouTube de Disney Channel al día siguiente. El tema de apertura fue revelado en la Comic-Con International de San Diego el 19 de julio del mismo año. Durante un panel en la New York Comic Con el 4 de octubre de 2019 se presentó un adelanto y una secuencia oficial de los créditos finales.
El 21 de noviembre de 2019 la serie fue renovada para una segunda temporada de 21 episodios antes del estreno de la primera. El estreno oficial tuvo lugar el 10 de enero de 2020 en Disney Channel. En marzo, las oficinas de Disney Television Animation cerraron debido a la pandemia de COVID-19 y el equipo de producción tuvo que producir la segunda temporada desde casa.
El episodio número diecinueve, último de la primera temporada, debutó el 29 de agosto de 2020, mientras que los capítulos completos se estrenaron en la plataforma Disney+ en Estados Unidos el 30 de octubre del mismo año. La canción de apertura de la segunda temporada fue anunciada el 17 de mayo de 2021, y el avance el 3 de junio. Antes del estreno de la segunda temporada, los medios anunciaron la renovación para una tercera, con tres especiales de 44 minutos cada uno. La cantidad de capítulos renovados fue mucho menor en comparación con las dos anteriores, y Terrace confirmó que la tercera sería la última temporada de la serie. Al ser consultada sobre los desarrollos futuros a través de su cuenta de Twitter, afirmó que consideraba otras formas de continuar la historia del programa. Estos planes incluían cómics, series limitadas centradas en el pasado de Eda, así como otros posibles spin-offs, aunque declaró que los tres especiales de la tercera temporada eran el final de la historia principal, persuadiendo a los fanes para que solicitaran a Disney más contenido basado en la serie.
En octubre de 2021, en una sesión de AMA en Reddit, Terrace explicó que la serie tuvo que interrumpirse no por sus índices de audiencia ni por la pandemia del COVID-19, sino porque los ejecutivos de The Walt Disney Company creían que no encajaba «en la marca Disney». Afirmó que esto se debió a la naturaleza serializada y a un público «mayor», más que a su representación LGBTQ+, y dijo que no «suponía mala fe» contra los ejecutivos del estudio. También señaló que, debido a la pandemia, los presupuestos se redujeron y se recortaron episodios, y añadió que no se le permitió presentar argumentos a favor de una cuarta temporada. Sin embargo, dijo que creía que había futuro para el programa si Disney Branded Television tenía «gente diferente al mando». El 10 de marzo de 2023 anunció que la producción de The Owl House estaba terminada y que había dejado Disney. El último capítulo, titulado «Watching and Dreaming», debutó el 8 de abril de 2023; ese mismo día, Terrace afirmó que no descartaba la posibilidad de seguir produciendo la serie en el futuro.

## Representación LGBTQ+
The Owl House recibió elogios por presentar a varios personajes LGBT, en particular el romance entre los personajes Luz Noceda y Amity Blight. Terrace confesó que es bisexual y que quería hacer un personaje con esa representación, recibiendo un «fuerte apoyo» de los ejecutivos de Disney. La creadora insinuó por primera vez un romance entre Luz y Amity el 7 de julio de 2020, al responder a un aficionado que publicó en Twitter una captura de pantalla del episodio «Enchanting Grom Fright» en la que se veía a Amity poniendo las manos sobre los hombros de Luz y mirándola a los ojos. El fan afirmó que no había una «explicación heterosexual» para la acción de Amity, y Terrace respondió: «realmente no la hay». El 8 de agosto del mismo año debutó un capítulo en el que ambas bailan y lanzan hechizos simultáneamente para derrotar al «Grom», un monstruo que encarna los miedos más profundos; Spencer Wan afirmó que se trataba de «algo gay» y confesó que era la primera vez que hacía algo «remotamente queer».
En una sesión de preguntas y respuestas en Reddit el mes siguiente, Terrace reveló el lesbianismo de Amity y la bisexualidad de Luz; ambas son la segunda pareja LGBTQ+ que aparece en una animación de Disney (la primera la conformaron el alguacil Blubbs y su ayudante Durland en Gravity Falls), y es la primera vez que son representadas explícitamente como tales, en lugar de insinuarlo. El decimoquinto episodio de la primera temporada, titulado «Understanding Willow», confirmó que ambos padres del personaje Willow Park son hombres. Algunos medios señalaron que el comienzo de la segunda temporada, que inició emisiones en 2021, continuó construyendo la relación entre las protagonistas, con Amity protegiendo a Luz y ambas ruborizándose mutuamente al final del episodio «Escaping Expulsion». También alabaron la evolución del personaje de Amity al margen de su relación con Luz.
Aunque el quinto episodio de la segunda temporada, titulado «Through the Looking Glass Ruins», puso el foco en los cambios y el crecimiento de Gus, la creciente relación entre ambas recibió mayor atención especialmente al final del capítulo, cuando Amity le da un beso a Luz en la mejilla. «Eda's Requiem» presentó un nuevo personaje llamado Raine Whispers que usa el pronombre no binario «elle» y de cuya voz se encargó el actor transgénero Avi Roque. Raine, el primer personaje no binario en la historia de Disney, comparte con Roque el color de piel y su historia está basada en las experiencias personales del actor, quien elogió la serie por normalizar la identidad queer y afirmó sentirse honrado por dar voz al personaje. El episodio posterior, «Knock, Knock, Knockin' on Hooty's Door», revela que Eda y Raine sostuvieron una relación que terminó por el compromiso de Raine con el aquelarre. En el mismo capítulo, Luz y Amity se invitan mutuamente a una cita y oficialmente se convierten en pareja; la organización estadounidense de igualdad de derechos GLAAD elogió este episodio por dar un mensaje «maravilloso y reafirmante».
En marzo de 2022 se confirmó que Lilith, la hermana mayor de Eda, era asexual y carecía de inclinaciones románticas durante una transmisión benéfica en vivo, a través de una carta leída por la actriz que aporta la voz del personaje, Cissy Jones. Jade King de TheGamer señaló que las declaraciones de Jones eran «básicamente canon», confirmando aún más esas identidades. En «Clouds on the Horizon», el penúltimo episodio de la segunda temporada, Amity abraza a Luz y la besa por primera vez. Jade King analizó la relación entre ambas y elogió el universo ficticio como uno que permite a los personajes gais «aprender a quererse a sí mismos sin ser ridiculizados», comparándolo con los enfoques similares de las series Steven Universe y She-Ra y las princesas del poder.
El 15 de octubre de 2022, en el primer especial de la tercera temporada denominado «Thanks to Them», Luz declara su bisexualidad ante su madre. También revela que Masha, la compañera de campamento de Vee, es no binaria, ya que usa el pronombre «elle» en su placa de identificación y sus uñas están pintadas con los colores de la bandera del orgullo no binario. El episodio final «Watching and Dreaming», estrenado el 8 de abril de 2023, reveló la condición como genderqueer del padre de King, ya que se refiere a sí mismo como «rey y reina». Tras este capítulo, Terrace aclaró que dos de los amigos de Luz, Willow y Hunter, son pansexuales y bisexuales respectivamente.

## Recepción

### Audiencia SVOD
Según Whip Media, The Owl House fue el octavo programa más visto en todas las plataformas, basándose en el crecimiento semanal de episodios vistos de un show específico durante la semana del 13 de junio de 2021. Según el agregador de streaming JustWatch, fue la sexta serie de televisión más vista en todas las plataformas de Estados Unidos en la semana del 10 al 16 de octubre de 2022.

### Recepción de la crítica
The Owl House recibió elogios generalizados. Emily Ashby de Common Sense Media le otorgó cuatro de cinco estrellas posibles y afirmó que la combinación de distintos elementos la hacía «peculiar y simpática». También elogió el guion y la animación, y especuló que la audiencia «probablemente querrá verla junto a sus hijos mayores y preadolescentes, lo que les permitirá discutir este tipo de temas a medida que surjan». La crítica del portal LaughingPlace.com la enalteció por su singular apartado visual y su actuación de voz al afirmar que «las interpretaciones encajan a la perfección, ya que la diversidad en su entrega muestra los papeles únicos de los personajes en el Reino de los Demonios». Dave Trumbore de Collider calificó el primer episodio con cuatro estrellas y opinó que «tiene un toque oscuro y cómico a la vez». La organización GLAAD publicó en su cuenta de Twitter: «Estamos encantados de que la nueva serie de animación de Disney Channel, The Owl House, incluya argumentos LGBTQ+ que muestran un mundo inclusivo, justo, correcto y apropiado para los niños de esta edad a través de la presentación de estos personajes».
La cadena de televisión religiosa y conservadora Christian Broadcasting Network reprobó el seriado al declarar que forma parte de una «agenda de brujas para hacer que la práctica de la brujería parezca positiva»; Princess Weekes de The Mary Sue calificó de «hiperbólica» esta declaración y afirmó que una «bruja latina rebelde es probablemente lo más aterrador» para este tipo de personas, al tiempo que afirmaba que la serie ofrecía «una tonelada de diversión». Kevin Johnson de The A.V. Club reprochó el desarrollo de la relación entre Luz y Amity, pero elogió el carácter de Eda. Ben Bertoli de Kotaku escribió que Terrace y los demás involucrados habían hecho un gran trabajo al crear un mundo de fantasía y personajes entrañables, y predijo un «gran fandom de la animación».
Nick Venable afirmó que a los fanes de Gravity Falls y Steven Universe les encantaría The Owl House porque «el otro mundo de las Islas Hirvientes se impone inmediatamente», mientras que hace que «las relaciones se sientan genuinas y táctiles», siguiendo los pasos de esos programas. Colin Hickson de Comic Book Resources la elogió y señaló que el comienzo daría a «cualquier fan de Gravity Falls una importante sensación de déjà vu». Jade King de TheGamer la describió como una «aventura queer innovadora» que ha roto las barreras de la representación LGBTQ+, y señaló que se basa en She-Ra y las princesas del poder y Steven Universe. También afirmó que podría asegurarse de que «el contenido queer no sea una mera nota a pie de página de la historia general», sino que esté arraigado en el propio programa. King la comparó con Amphibia, otra animación de Disney Channel, al destacar su premisa y personajes similares, calificándolas de «almas gemelas». Amy Mars señaló similitudes en series como Amphibia, Avatar: la leyenda de Aang, My Little Pony: La magia de la amistad, Teen Titans, Hilda y Castlevania. Carla Monfort de Espinof aplaudió la serie por su historia y por ser una revolución del género de fantasía y la comparó con The Good Place, afirmando que «es un auténtico lugar feliz lleno de aventuras fantásticas y personajes achuchables».
Las dos primeras temporadas tienen un puntaje del 100 % en el sitio de reseñas Rotten Tomatoes. The Owl House recibió una nominación al premio GLAAD Media Awards y ganó un premio Peabody en 2021; el sitio web oficial de la organización manifestó que decidió entregar el galardón al seriado «por construir otro mundo tremendamente inventivo en el que todos tienen cabida y que ofrece a los niños queer un modelo bienvenido en el que explorar sus propias energías creativas en ciernes».

### Premios y nominaciones
| Año  | Premio                     | Categoría                                                    | Nominado(s)                                         | Resultado | Ref.    |
| ---- | -------------------------- | ------------------------------------------------------------ | --------------------------------------------------- | --------- | ------- |
| 2020 | Autostraddle Awards        | Mejor serie de animación                                     | The Owl House                                       | Nominada  | [ 106 ] |
| 2021 | GLAAD Media Awards         | Mejor programa infantil y familiar                           | The Owl House                                       | Nominada  | [ 104 ] |
| 2021 | Premios Annie              | Mejor diseño de personajes                                   | Mariana Gardner (Episodio «Young Blood, Old Souls») | Nominada  | [ 107 ] |
| 2021 | Premios Peabody            | Mejor programa infantil y juvenil                            | The Owl House                                       | Ganadora  | [ 108 ] |
| 2021 | Premios Daytime Emmy       | Título principal sobresaliente en un programa animado diurno | The Owl House                                       | Nominada  | [ 109 ] |
| 2021 | Imagen Awards              | Mejor actor de voz en off en televisión                      | Sarah-Nicole Robles                                 | Nominada  | [ 110 ] |
| 2021 | Autostraddle Awards        | Mejor serie de animación                                     | The Owl House                                       | Nominada  | [ 111 ] |
| 2021 | Kids' Choice Awards México | Caricatura favorita                                          | The Owl House                                       | Nominada  | [ 112 ] |
| 2022 | GLAAD Media Awards         | Mejor programa infantil y familiar                           | The Owl House                                       | Nominada  | [ 113 ] |
| 2022 | Premios BMI                | Premios de televisión por cable BMI                          | TJ Hill                                             | Ganador   | [ 114 ] |
| 2022 | Autostraddle Awards        | Director/escritor/showrunner LGBTQ+ destacado                | Dana Terrace                                        | Nominada  | [ 115 ] |
| 2022 | Autostraddle Awards        | Mejor serie de animación                                     | The Owl House                                       | Ganadora  | [ 115 ] |
| 2022 | Imagen Awards              | Mejor actor de doblaje en televisión                         | Sarah-Nicole Robles                                 | Nominada  | [ 116 ] |
| 2022 | Imagen Awards              | Mejor serie juvenil                                          | The Owl House                                       | Nominada  | [ 116 ] |
| 2023 | Premios Annie              | Mejor programa de televisión infantil                        | «King's Tide»                                       | Nominado  | [ 117 ] |
| 2023 | GLAAD Media Awards         | Mejor programa infantil y familiar de animación              | The Owl House                                       | Nominada  | [ 118 ] |
| 2024 | Autostraddle TV Awards     | Mejor serie de animación                                     | The Owl House                                       | Nominada  | [ 119 ] |

## Futuro
En mayo de 2022 los medios anunciaron la publicación de una novela ligera basada en The Owl House. Según Terrace, esta obra iba a presentar una historia original basada en la serie de ficción del universo La Bruja Buena Azura. Sin embargo, confirmó a través de su cuenta de Twitter el 25 de marzo del mismo año que el proyecto había sido cancelado debido a disputas financieras entre la editorial y los autores contratados para escribir el libro. El 15 de abril de 2023, al abordar la posibilidad de una continuación, Terrace declaró que se centraría en nuevos proyectos personales, aunque no descartó la posibilidad de una entrega a su debido tiempo. Reiteró este sentimiento en noviembre de 2024, al explicar que no quería «hacer girar toda [su] carrera en torno a una idea de programa».